# كأس السوبر الإيطالي 2005
كأس السوبر الإيطالي 2005 (بالإيطالية: Supercoppa italiana 2005)‏ هو موسم من كأس السوبر الإيطالي. أقيم بتاريخ 2005، وفاز فيه نادي إنتر ميلانو.